# Burzum / Aske
Burzum/Aske es el primer recopilatorio de la banda noruega de black metal Burzum. Contiene los dos primeros lanzamientos de la banda: su álbum homónimo Burzum y el EP Aske. Fueron grabados en enero y agosto de 1992, respectivamente. Fue lanzado en formato LP, Tape y CD.
La canción "A Lost Forgotten Sad Spirit" aparece en ambos álbumes con diferentes versiones. En este recopilatorio sólo la versión de Aske fue incluida.

## Lista de canciones
- Canciones 1-8 son de Burzum
- Canciones 9-11 son de Aske

1. "Feeble Screams from Forests Unknown" – 7:28
2. "Ea, Lord of the Depths" – 4:53
3. "Black Spell of Destruction" – 5:40
4. "Channeling the Power of Souls into a New God" – 3:27
5. "War" – 2:30
6. "The Crying Orc" – 0:57
7. "My Journey to the Stars" – 8:10
8. "Dungeons of Darkness" – 4:50
9. "Stemmen Fra Tårnet" – 6:09
10. "Dominus Sathanas" – 3:02
11. "A Lost Forgotten Sad Spirit" – 10:51

## Créditos
- Count Grishnackh – voz, guitarra, bajo, batería, sintetizador
- Samoth – bajo en las canciones 9 y 11